# Polypodium pterioides
Polypodium pterioides là một loài dương xỉ trong họ Polypodiaceae. Loài này được Lam. mô tả khoa học đầu tiên năm 1778.
Danh pháp khoa học của loài này chưa được làm sáng tỏ. 